# 양산만
양산만(陽山灣)은 전라남도 신안군 흑산면 홍도리 남서쪽에 있는 해역이다.

## 해양지명
- 제정 해양지명 : 양산만[1]
- 대표위치(WGS-84) : 34°40'20.7"N, 125°11'19.5"E
- 범위 : 전라남도 신안군 흑산면 홍도리 남서쪽 34°40'21.9"N, 125°11'39.8"E과 34°39'54.2"N, 125°11'15.8"E를 연결한 해역

## 명칭 유래
이 해역이 양산봉 아래에 있어서 지역주민들이 이곳을 ‘양산만’이라고 부른다.